# 1976 no teatro

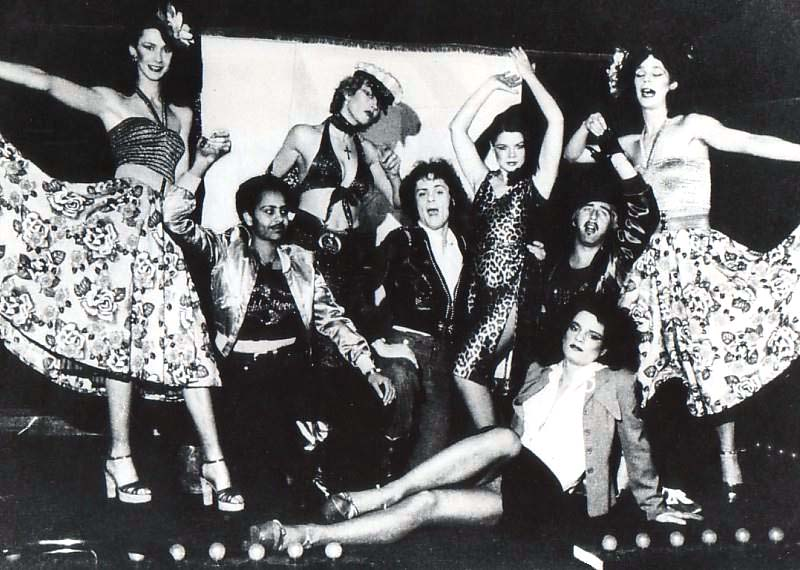
Foto publicitária para Wild Side Story, em Stockholm

## Nascimentos
| Data           | Nome                     | Profissão                                       | Nacionalidade | Observações | Ref |
| -------------- | ------------------------ | ----------------------------------------------- | ------------- | ----------- | --- |
| 31 de janeiro  | Malvino Salvador         | ator e modelo                                   | Brasil        |             |     |
| 18 de março    | Giovanna Antonelli       | atriz                                           | Brasil        |             |     |
| 22 de março    | Vladimir Brichta         | ator                                            | Brasil        |             |     |
| 22 de Maio     | Fernando Andina          | actor                                           | Espanha       |             |     |
| 7 de Junho     | Nora Salinas             | Atriz                                           | México        |             |     |
| 27 de junho    | Wagner Moura             | ator e jornalista                               | Brasil        |             |     |
| 21 de julho    | Emanuelle Araújo         | atriz e cantora                                 | Brasil        |             |     |
| 29 de agosto   | Luana Piovani            | atriz                                           | Brasil        |             |     |
| 15 de outubro  | Rodrigo Lombardi         | ator                                            | Brasil        |             |     |
| 21 de outubro  | Andrew Scott             | actor                                           | Irlanda       |             |     |
| 25 de outubro  | Rafael Cortez            | ator, humorista, apresentador e músico          | Brasil        |             |     |
| 24 de novembro | Theo Becker              | ator, cantor, compositor, modelo e apresentador | Brasil        |             |     |
| 5 de dezembro  | Rafinha Bastos           | comediante e jornalista                         | Brasil        |             |     |
| ??             | José Maria Vieira Mendes | dramaturgo                                      | Portugal      |             |     |

## Mortes
| Data       | Nome              | Profissão                | Nacionalidade | Observações | Ref |
| ---------- | ----------------- | ------------------------ | ------------- | ----------- | --- |
| 4 de Junho | Zoltán Latinovits | actor de cinema e teatro | Hungria       | n. 1931     |     |